# フェルナンド・ロペス・ミラス
フェルナンド・ロペス・ミラス（スペイン語: Fernando López Miras、1983年10月4日 - ）は、スペイン・ムルシア州ムルシア出身の弁護士・政治家。国民党(PP)所属。2017年からムルシア州首相を務めている。

## 経歴

### 青年時代
1983年10月4日、ムルシア州の州都ムルシアに生まれた。幼少期は転居が多く、ムルシア州アルチェナで乳児時代を、アギラスで幼児時代を、カルタヘナで少年時代を、ロルカで学生時代を、ムルシアで大学生時代を過ごした。カルタヘナではフランシスコ会の学校に通った。大学では法学を学び、その後はENAEビジネススクールで経営学修士(MBA)を取得した。バネスト（スペイン信用銀行）やバレンシア銀行に勤務し、またロルカにあるラファエル・メンデス総合大学病院の管理部門にも勤務した。

### 政治家として

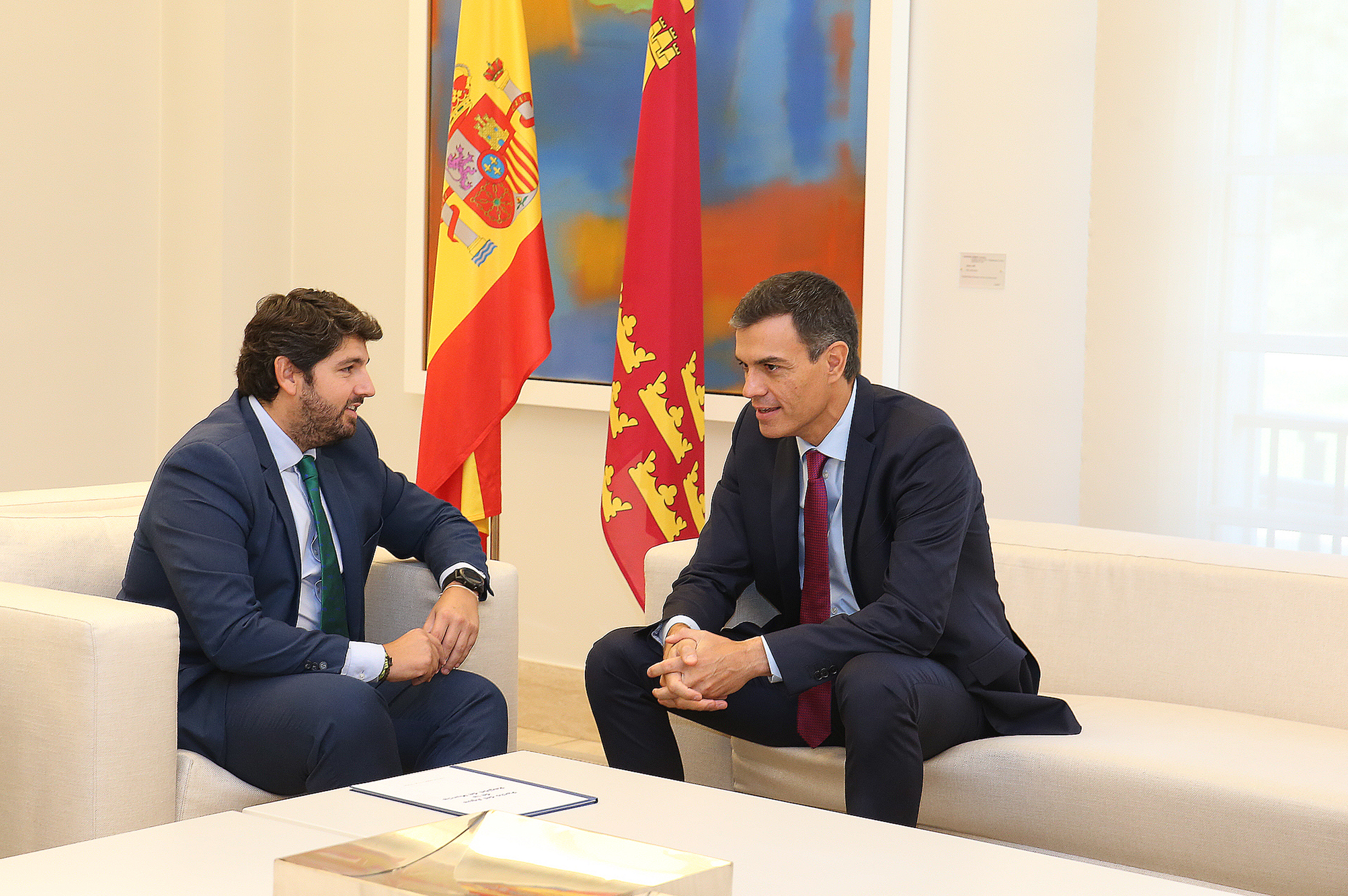
ロペス・ミラス（左）とペドロ・サンチェススペイン首相

18歳の時に国民党(PP)の党員となった。2015年にはムルシア州議会議員に初当選した。2017年4月3日、ムルシア州首相のペドロ・アントニオ・サンチェスは汚職事件に関与していたとして州首相を辞任した。5月3日、ロペス・ミラスがアントニオ・サンチェスの後任としてムルシア州首相に就任した。就任時のロペス・ミラスは33歳であり、34歳でカスティーリャ・イ・レオン州首相に就任したホセ・マリア・アスナールを抜いて、スペインで歴代最年少の自治州首相となった  。同年9月29日にはアントニオ・サンチェスから国民党ムルシア州支部長の座も引き継いだ。